# Their System Doesn't Work for You
Their System Doesn't Work for You is het eerste verzamelalbum van de Amerikaanse punkband Anti-Flag. Het bevat nummers van Anti-Flag die op het splitalbum North America Sucks!! uit 1996 zijn gezet alsook tien niet eerder uitgegeven nummers, en werd in 1998 uitgegeven door A-F Records.

## Nummers
1. "I Can't Stand Being with You" - 2:08
2. "Their System Doesn't Work for You" - 2:34
3. "We've Got His Gun" - 2:17
4. "Born to Die" - 2:08
5. "The Truth" - 2:43
6. "You'll Scream Tonight" - 5:18
7. "Indie Sux, Hardline Sux, Emo Sux, You Suck!" - 2:08
8. "Anti-Violent" - 3:04
9. "20 Years of Hell" - 2:34
10. "I'm Having a Good Day" - 2:43
11. "I Don't Want to Be Like You" - 3:32
12. "Too Late" - 2:50
13. "I Don't Need Anybody" - 3:51
14. "Betty Sue Is Dead" - 3:16
15. "If Not for You" - 3:18
16. "Meet Your Master" - 3:59
17. "We Won't Take No" - 2:36
18. "Save Me" - 3:02
19. "I'm Feeling Slightly Violent" - 3:29

## Band
- Justin Sane - gitaar, zang (tracks 1-2, 4-7, 9-11, 13, 15, en 18-19)
- Andy Flag - basgitaar, zang (tracks 3, 8, 12, 14, 16, en 17)
- Pat Thetic - drums